# Teminius agalenoides
Espèce
Synonymes
- Syrisca agalenoides Badcock, 1932
- Philisca filixnotata Mello-Leitão, 1938

Teminius agalenoides est une espèce d'araignées aranéomorphes de la famille des Miturgidae.

## Distribution
Cette espèce se rencontre en Argentine et au Paraguay.

## Publication originale
- Badcock, 1932 : « Reports of an expedition to Paraguay and Brazil in 1926-1927 supported by the Trustes of the Percy Sladen Memorial Fund and the Executive Committee of the Carnegie Trust for the Universities of Scotland. Arachnida from the Paraguayan Chaco ». Journal of the Linnean Society of London (Zoology), vol. 38, p. 1-48.